# Rhizomys
Rhizomys is een geslacht van zoogdieren uit de  familie van de Spalacidae. De wetenschappelijke naam van het geslacht werd in 1831 gepubliceerd door John Edward Gray.

## Soorten
Er worden 3 soorten in dit geslacht geplaatst:
- Rhizomys pruinosus Blyth, 1851
- Rhizomys sinensis Gray, 1831 – Chinese bamboerat
- Rhizomys sumatrensis (Raffles, 1821) – Sumatraanse bamboerat

## Uitgestorven soorten
- † Rhizomys brachyrhizomyoides Zheng, 1993
- † Rhizomys fanchangensis Wei, Kawamura e Jin, 2004
- † Rhizomys shajius Flynn, 1993
- † Rhizomys shansius
- † Rhizomys szechuanensis
- † Rhizomys troglodytes